# Rådasjön, Värmland
Rådasjön är en sjö i Hagfors kommun i Värmland och ingår i Göta älvs huvudavrinningsområde. Sjön är 83 meter djup, har en yta på 11 kvadratkilometer och befinner sig 123,1 meter över havet. Sjön avvattnas av vattendraget Årosälven (Uvan). Vid provfiske har en stor mängd fiskarter fångats, bland annat abborre, björkna, braxen och gärs.

## Delavrinningsområde
Rådasjön ingår i det delavrinningsområde (665600-137750) som SMHI kallar för Utloppet av Rådasjön. Medelhöjden är 178 meter över havet och ytan är 56,93 kvadratkilometer. Räknas de 128 avrinningsområdena uppströms in blir den ackumulerade arean 1 669,09 kvadratkilometer. Årosälven (Uvan) som avvattnar avrinningsområdet har biflödesordning 2, vilket innebär att vattnet flödar genom totalt 2 vattendrag innan det når havet efter 337 kilometer. Avrinningsområdet består mestadels av skog (56 procent). Avrinningsområdet har 10,98 kvadratkilometer vattenytor vilket ger det en sjöprocent på 19,3 procent. Bebyggelsen i området täcker en yta av 1,39 kvadratkilometer eller 2 procent av avrinningsområdet.

## Fisk
Vid provfiske har följande fisk fångats i sjön:
| - Abborre - Björkna - Braxen - Gärs - Gädda - Gös - Lake - Löja - Mört - Nors - Regnbåge | - Siklöja - Simpor (bergsimpa/stensimpa) |